# Geoglifos de Palpa

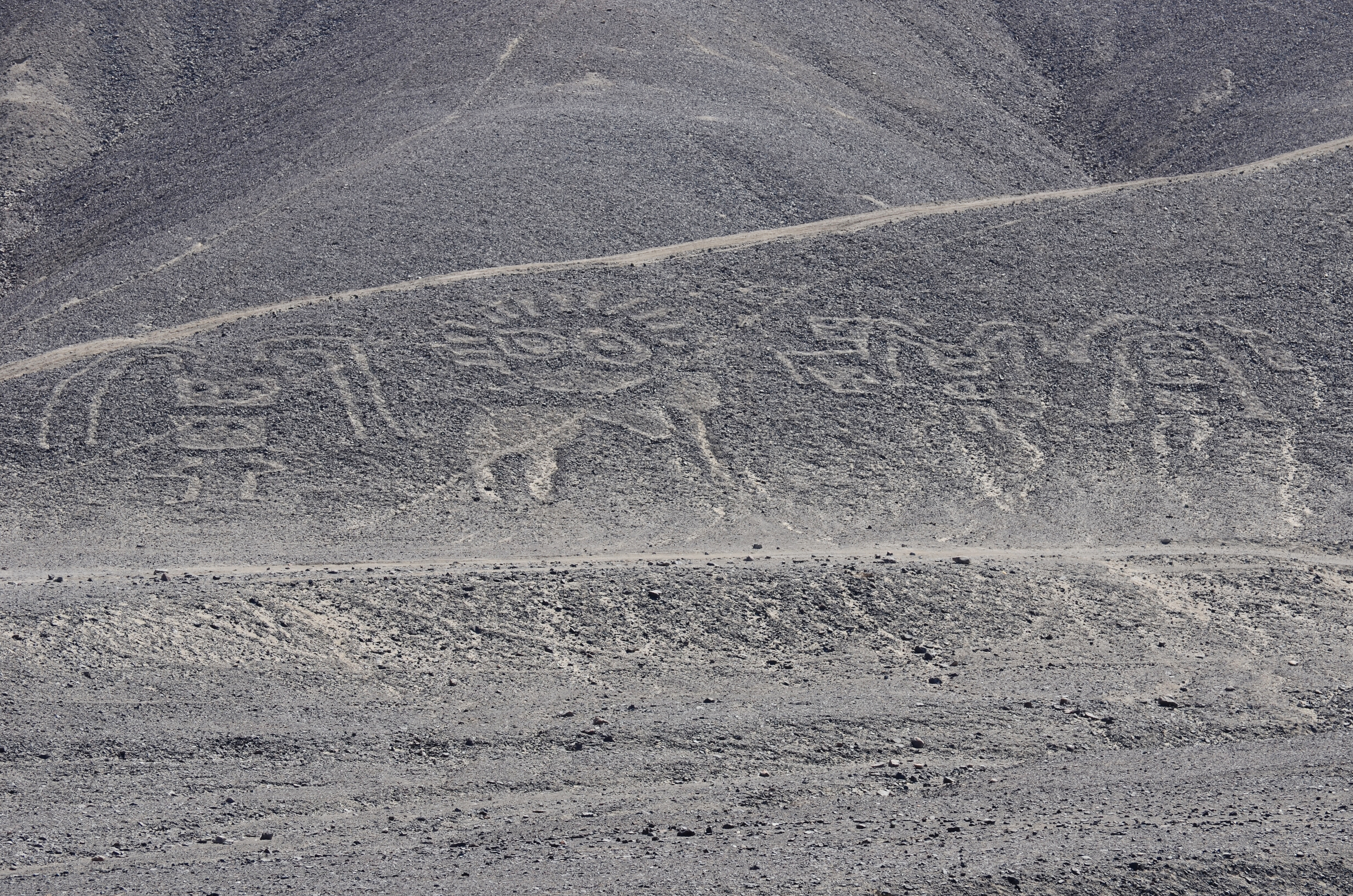
La familia

Los geoglifos de Palpa son líneas ubicadas en el desierto de Palpa, departamento de Ica, cerca de los valles de Viscas, Palpa y Río Grande.
Las nuevas líneas pertenecen algunas a la cultura nazca, pero la mayoría pertenece a culturas paracas (800-200 a. C.) y topará (200 a 1 a. C.), anteriores a los nazca, y fueron trazadas entre 500 a. C. y el 200 d. C. Existen representaciones de personajes con tocado y animales, representaciones humanas, ciempiés, figuras geométricas, mono, figuras humanas, ave, ballena, laberintos. A diferencia de las líneas de Nazca, los geoglifos de cultura Paracas fueron trazados sobre las laderas de las cerros y visibles al pie de las pendientes empinadas.

## Galería

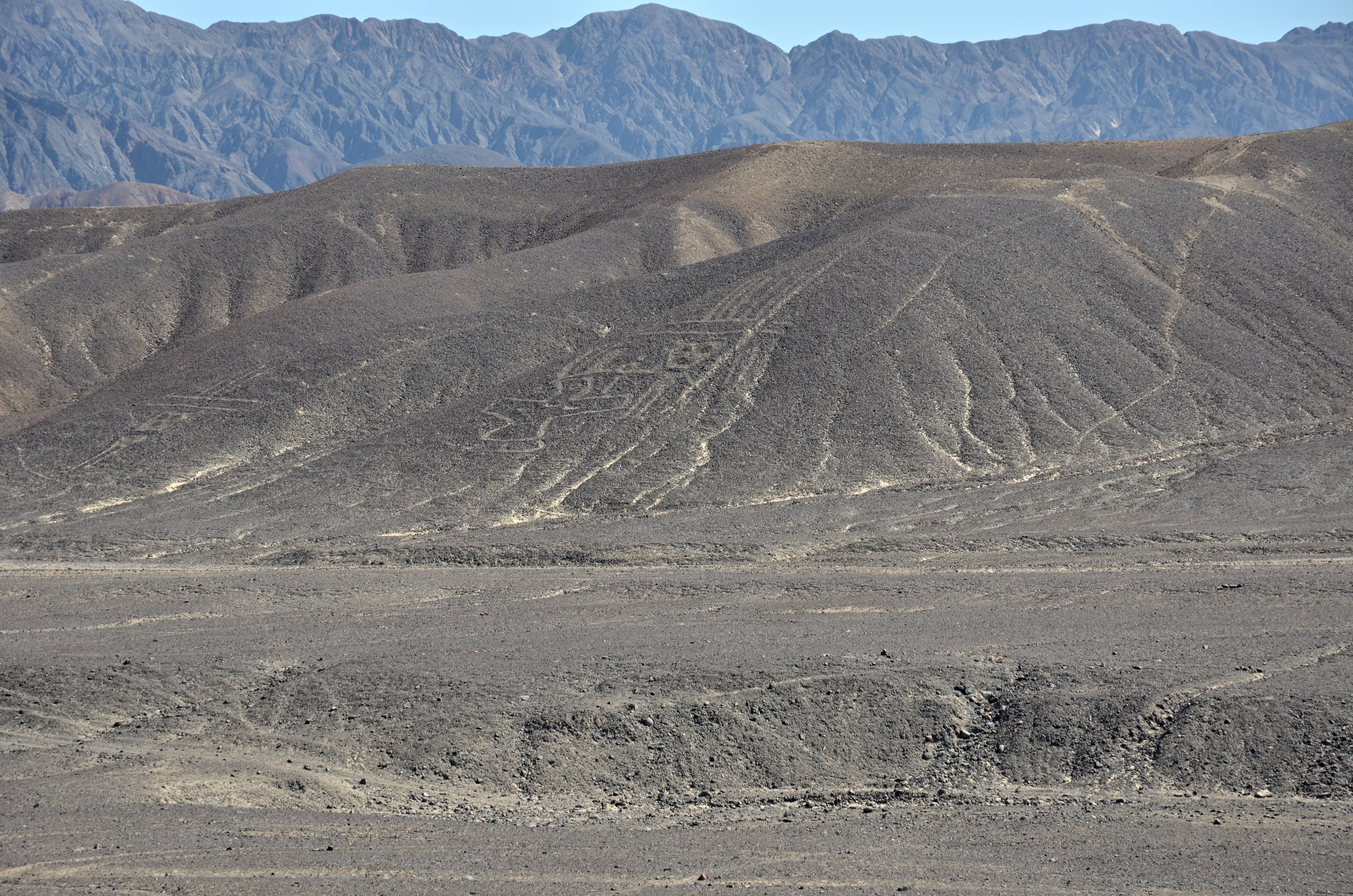
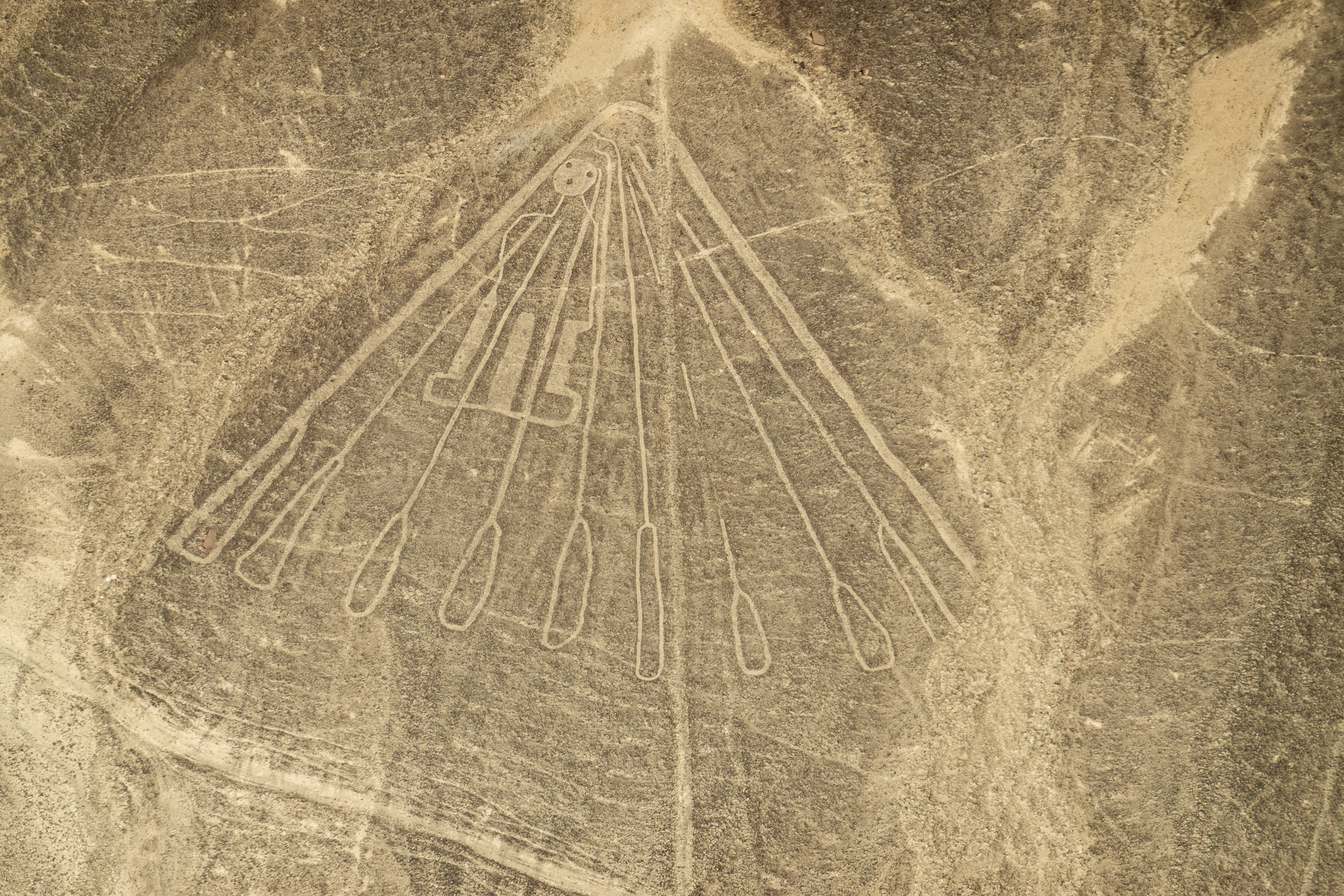
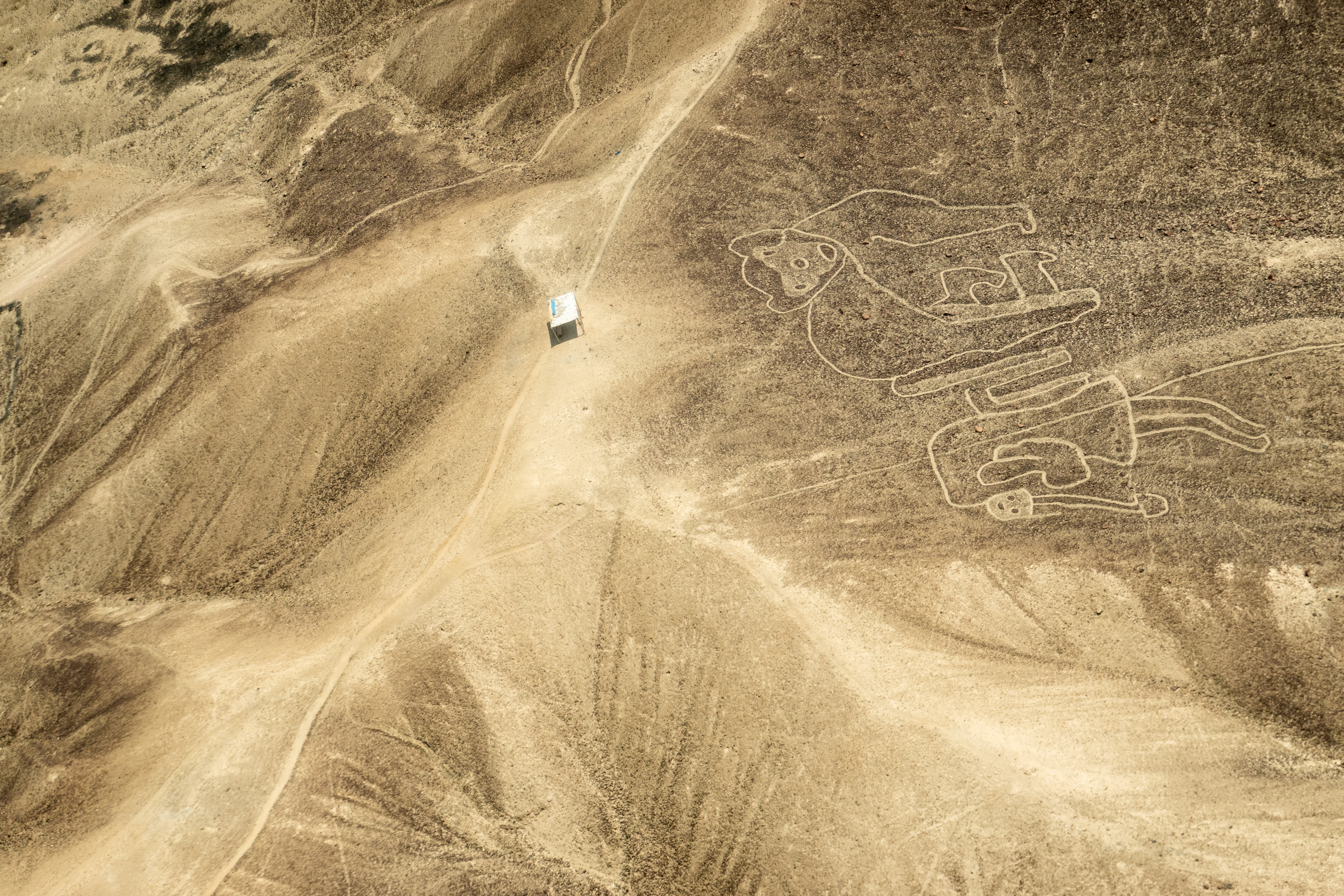
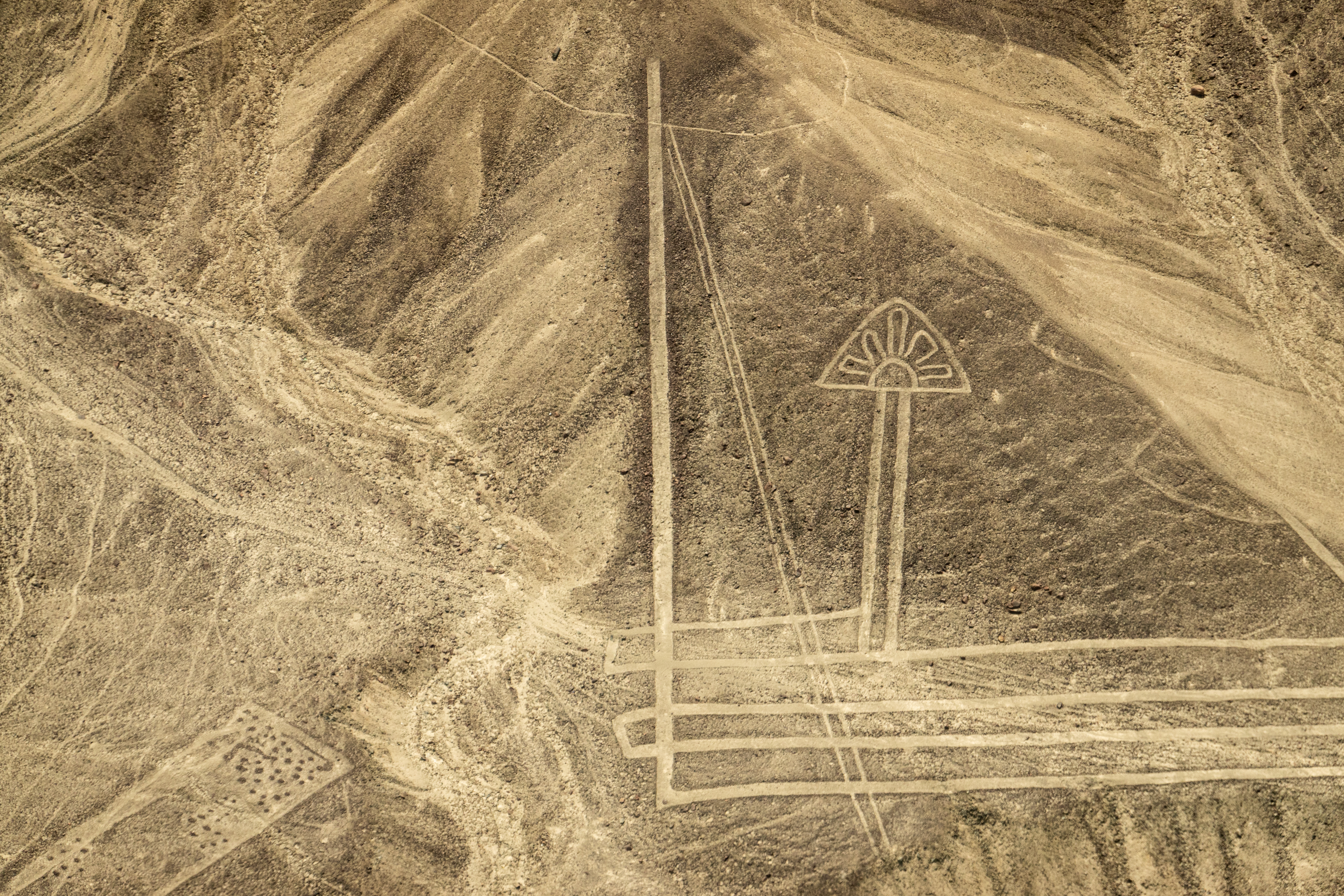
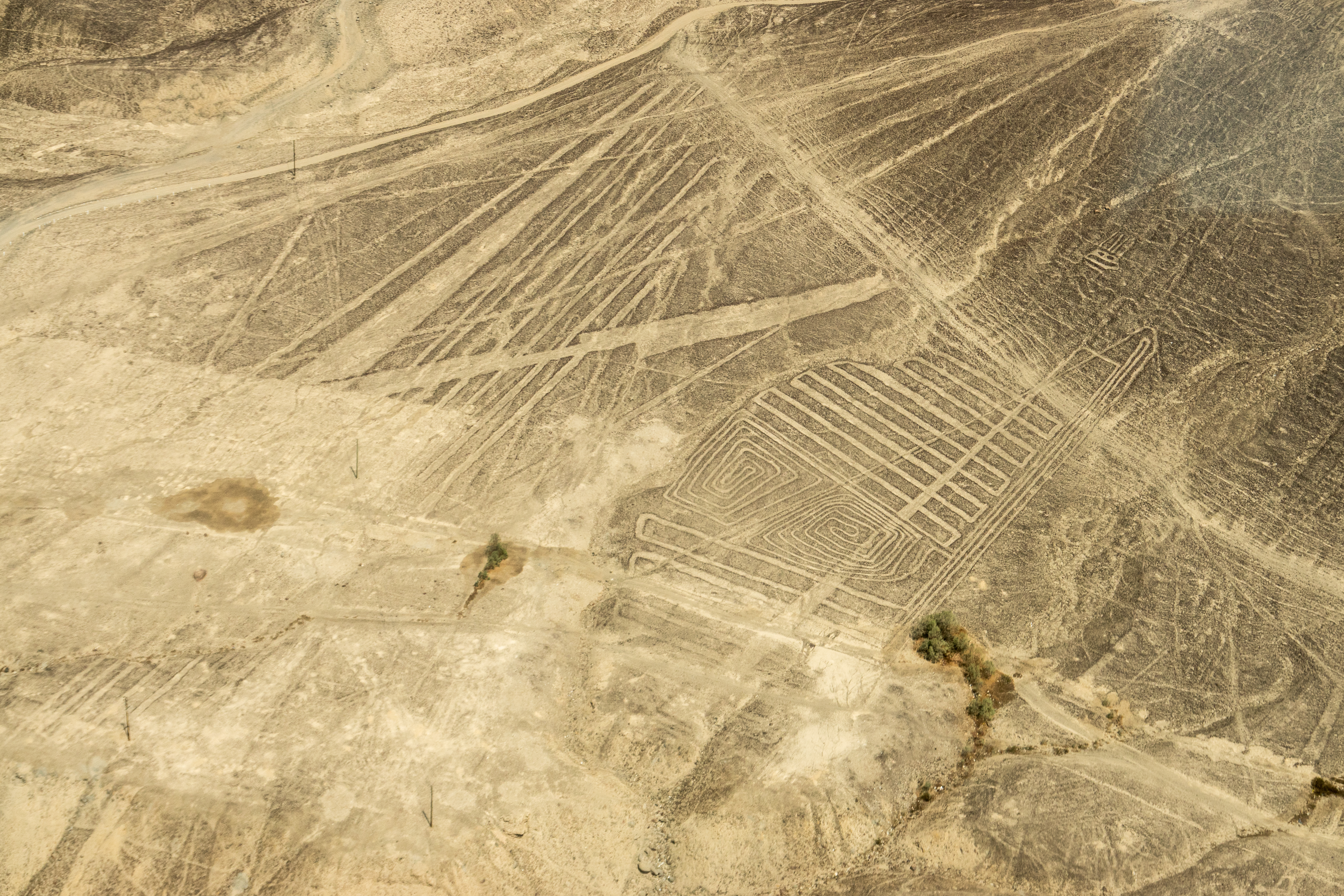
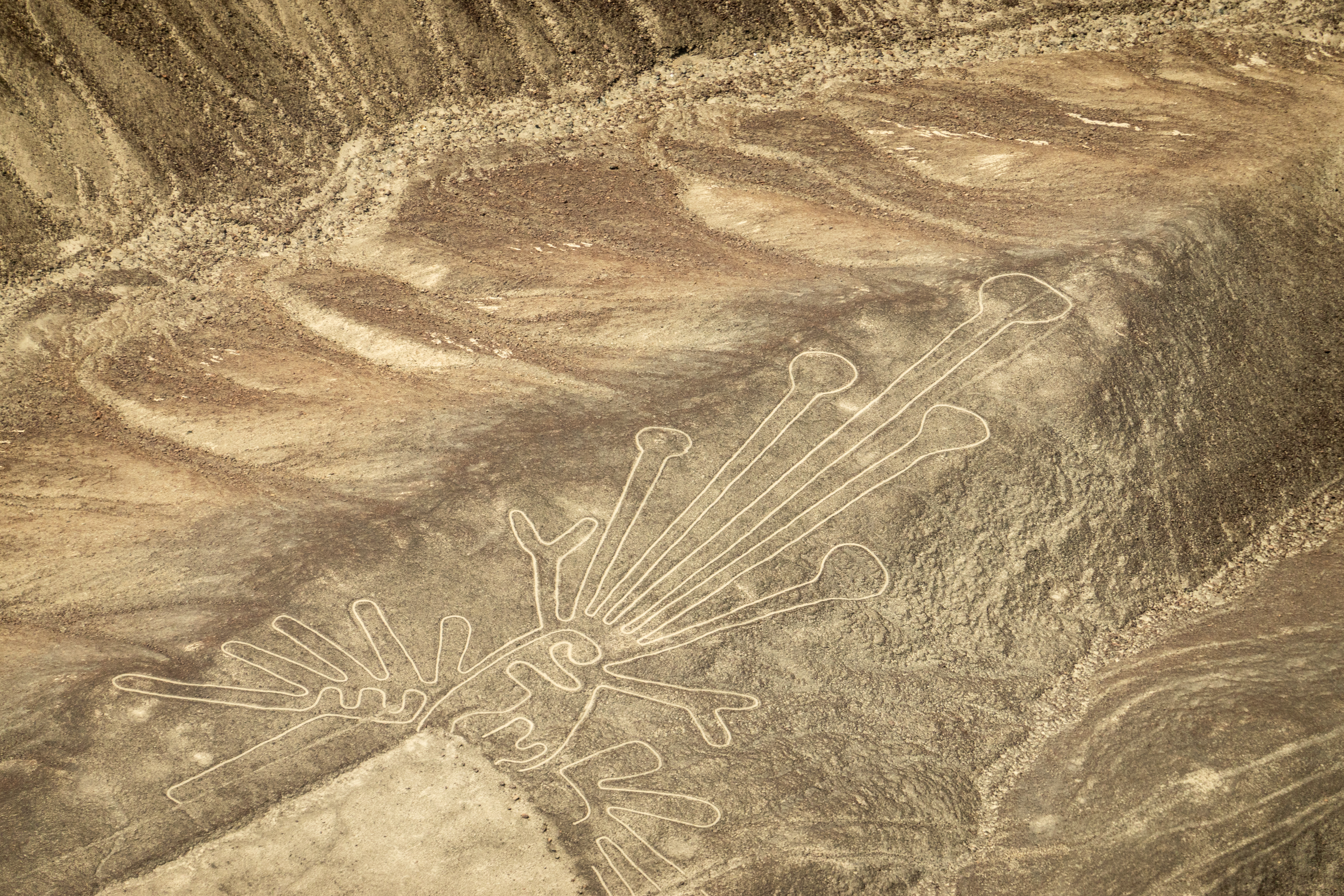
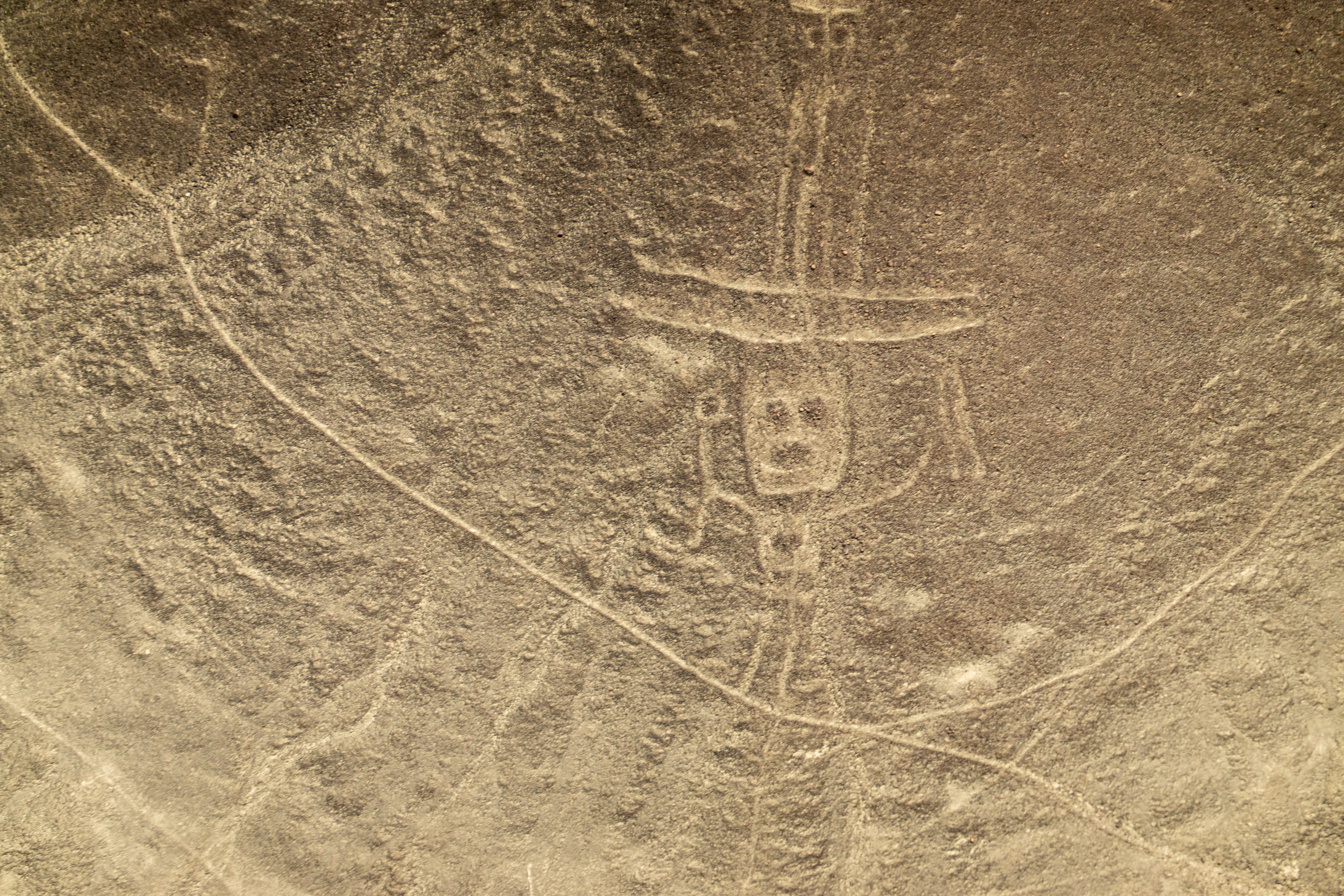